# سان جیورجیو دی لوملینا
سان جیورجیو دی لوملینا (به ایتالیایی: San Giorgio di Lomellina) یک کومونه در ایتالیا است که در استان پاویا واقع شده‌است. سان جیورجیو دی لوملینا ۲۵٫۹ کیلومتر مربع مساحت و ۱٬۱۹۶ نفر جمعیت دارد.